# Kolumbo
De Kolumbo (Grieks: ηφαίστειο Κολούμπος) is een submariene calderavulkaan in de Egeïsche Zee en ligt ongeveer 8 km noordoostelijk van het Griekse eiland Santorini. Ten tijde van de Minoïsche uitbarsting van de vulkaan Santorini lag de krater van de Kolumbo nog op het eiland Santorini. De Kolumbo en Santorini maken onderdeel uit van hetzelfde vulkanische complex.

## Kenmerken
De hedendaagse krater is ongeveer 1,5 kilometer breed en ongeveer 3 kilometer lang. In de koepel ligt de krater van ongeveer 500 meter diep. Op de bodem ligt een sulfideneerslag in Kurokostijl, dit soort neerslag komt wereldwijd gezien weinig voor. Kurokoneerslagen kennen grote hoeveelheden goud en zilver. De hydrothermale bronnen (ook wel schoorstenen) scheidden niet alleen heet water uit, wat er op duidt dat de vulkaan nog leeft, maar ook grote hoeveelheden metalen. De metalen liggen in dikke lagen rondom de schoorstenen.
De hoogste randen van de krater komen tot tussen de 18 en 15 meter onder het wateroppervlak. Op de bodem van de krater leven bacteriën in rood- of oranjekleurige matten van enkele centimeters dik. Op de schoorstenen leven ook bacteriën die "haren" vormen, waardoor deze op wolharige mammoeten lijken.

## Uitbarstingen
In 1650 n.Chr. had de Kolumbo zijn enige bekende uitbarsting. Deze uitbarsting was zeer explosief. As en puim kwamen tot in wat nu Turkije is terecht, daarnaast kwamen circa 70 mensen op Santorini om door gloedwolken en een grote hoeveelheid vee door wolken waterstofsulfide. Gedurende de uitbarsting ontstond er ook een vloedgolf, die tot 150 kilometer ver eilanden en kusten beschadigde. Aan de oostelijke zijde van Santorini werd een aantal Romeinse ruïnes onthuld.
Het Santorinicomplex ligt op een vreemde plek. De hydrothermale spleten liggen, in tegenstelling tot wat gebruikelijk is, niet in diep water op twee platen die uit elkaar drijven, maar juist in ondiep water op twee platen die samenkomen. De enige andere plek op de wereld waar dit voorkomt, is rondom Japan.

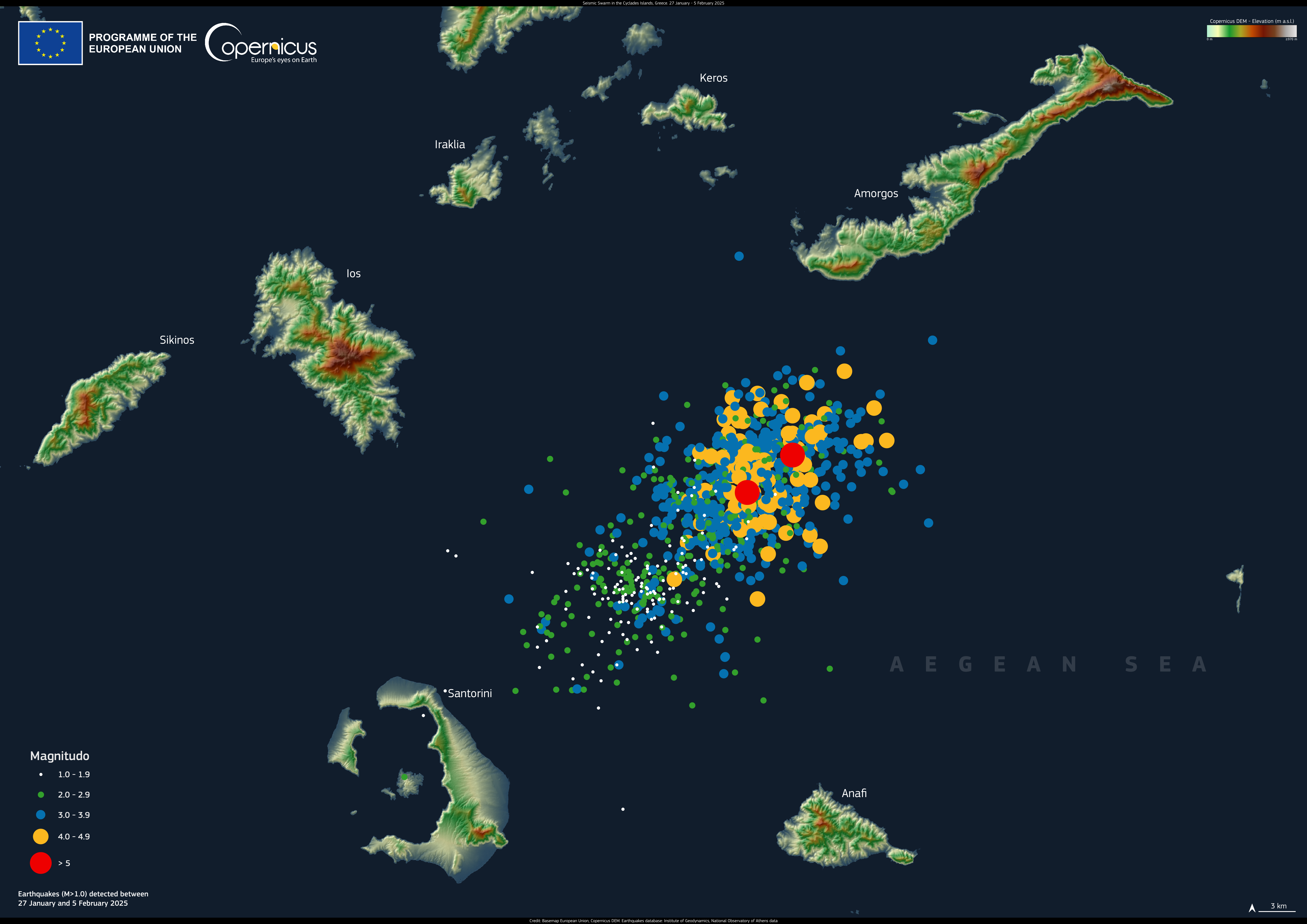
Aardbevingszwerm in februari 2025

In februari 2025 was er een grote toename van het aantal aardbevingen (een aardbevingszwerm) ten noordoosten van de Kolumbo.